# قادر (موشک)
قادر یک موشک کروز ضد کشتی ایرانی است که اولین بار در سال ۱۳۹۰ در رزمایش نیروی دریایی ارتش از آن رونمایی شد. به گفته مقامات ایرانی این موشک ۲۰۰ کیلومتر برد داشته و قدرت تخریبی بالایی علیه اهداف ساحلی و کشتی‌های جنگی دارد. صدا و سیما قادر را یک موشک کروز نسبتاً سبک توصیف کرده که در ارتفاع پائین حرکت کرده و دقت بالایی دارد.

## ویژگی‌ها و توانایی‌ها
برخی از ویژگی‌های موشک قادر:
- موشک کروز ضد کشتی با برد بیش از ۲۰۰ کیلومتر
- دارای کلاهک جنگی ۲۰۰ کیلو گرمی
- پرواز در ارتفاع پایین و مقابله با شناورها و تجهیزات ساحلی دشمن با سطح مقطع راداری بسیار کم
- سامانه خلبان خودکار دیجیتال
- سامانه ناوبری با دقت بالا
- امکان برنامه‌ریزی موشک قبل از شلیک
- رادار پیشرفته با قابلیت مقابله با جنگ الکترونیک
- آماده‌سازی و واکنش سریع موشک برای حمله به اهداف ساحلی علاوه بر هدف شناور
- دارای توانایی پرتاب از زمین، دریا و هوا

سیستم هدایت :رادار فعال توان پرواز  در ارتفاع 3 تا 5 متری اب